# Britt Marie Aruhn
Britt Marie Aruhn, under en tid Aruhn Solén, född den 11 november 1943 i Motala församling i Östergötlands län, är en svensk operasångare (koloratursopran).

## Karriär
Aruhn utbildade sig vid Musikhögskolan i Stockholm och Stockholms Musikdramatiska skola och anställdes därefter på Kungliga Teatern. Hon debuterade 1974 som Olympia i Hoffmanns äventyr och blev snart en av Operans mest aktade artister. Hennes röst nådde i början av karriären ända till trestrukna g. Hon har sjungit huvudrollen i bland annat Puccinis operor Madama Butterfly och La Bohème, Verdis La traviata, Rigoletto och Zerbinetta i Richard Strauss Ariadne på Naxos. Hon sjöng rollen som Säpopo vid världspremiären av György Ligetis Den stora makabern i Stockholm 1978, en roll hon senare upprepade på Parisoperan. Vid sidan av sin fasta anställning på Kungliga Operan har hon sjungit på Drottningholms slottsteater, Covent Garden i London, La Scala i Milano med flera scener. Hon har även uppträtt på evenemang som Nobelmiddagen och Polarprisutdelningen.
Efter pensioneringen från Stockholmsoperan har hon fortsatt sjunga; bland annat sjöng hon hösten 2007 den kvinnliga huvudrollen i Verdis Maskeradbalen i en uppsättning vid den Den Norske Opera.
Aruhn var 1966–1976 gift med operasångaren Christer Solén (1939–2012) och 1982–1988 med Niels Steen Pedersen (född 1941) från Danmark. Hon är mor till bland andra dirigenten Eric Solén (född 1969) och operasångaren Leif Aruhn-Solén (född 1973).

## Priser och utmärkelser
- 1967 – Jenny Lind-stipendiet[4]
- 1979 – Jussi Björlingstipendiet[5]
- 19?? – Christina Nilsson-stipendiet
- 1988 – Hovsångerska
- 2005 – Ledamot av Kungliga Musikaliska Akademien[6]
- 2010 – Litteris et Artibus[7]

## Diskografi
- Mozart, Lucio Silla. Orchestre du Théâtre Royal de La Monnaie, dir. Sylvain Cambreling. Ricercar RIS 090072-090074. 1991. Svensk mediedatabas. (3 cd). Även utgiven av Brilliant Classics.
- Saint-Saëns, Oratorio de Noël, Respighi, Lauda per la natività del Signore. Proprius cd 1994. Svensk mediedatabas.
- Mozart, Die Zauberflöte, regi: Ingmar Bergman. SR records Rxlp 1226-28. 1974.(3 LP). Svensk mediedatabas. Även som vhs och dvd.
- Strauss, Richard, Vier letzte Lieder med mera. Bluebell ABCD 062. Svensk mediedatabas.
- Strauss, Richard, Sophie i Der Rosenkavalier. Med Elisabeth Söderström, Sylvia Lindenstrand, Arne Tyrén. Kungliga Hovkapellet. Dir. Leif Segerstam. 1976. Premiere Opera. (premiereopera.net). Läst 13 januari 2013.
- Svensk opera. Caprice 1983. Svensk mediedatabas.
- Mozart, La finta Giardiniera, Naxos (svensk distr.) Dvd VR06-0454. 1988. Svensk mediedatabas.
- Melodier ur de mest älskade operetterna. Erland Hagegård, Britt-Marie Aruhn. Norrköpings symfoniorkester. Philips 438775-2. Svensk mediedatabas.

## Filmografi
- 1975 – Trollflöjten (första damen)